# Sources Reilhac
Les Sources Reilhac sont des sources de l'île de La Réunion, département d'outre-mer français dans le sud ouest de l'océan Indien. Elles sont situées sur le territoire communal du Tampon au pied du piton de la Source et à proximité de la discothèque la Soucoupe Volante à une altitude de 1608 mètres. Elles ont été découvertes en 1836 par Paul Reilhac qui réussira 9 années plus tard à canaliser leurs eaux pour irriguer ses terres situées à la Ravine des Cabris. Un court sentier de randonnée permet de s'en approcher. Leur débit était de 4 litres à la seconde en 1964. Aujourd'hui le lieu est très prisé des familles réunionnaises qui  pique-niquent à proximité le weekend et qui y viennent chercher leur eau de source.